# Сонячна (станція метро)
47°57′24″ пн. ш. 33°27′23″ сх. д. / 47.9567° пн. ш. 33.4564° сх. д.
«Сонячна» — естакадна станція Криворізького преметро. Відкрита 26 грудня 1986 року. Приймає всі чотири маршрути: 1М 2М 3М 4М.
До 2007 року мала назву Жовтнева. В 2007 перейменована на честь Григорія Гутовського.  У 2016 році перейменована на Сонячну (за назвою мікрорайону Сонячний, де розташована).

## Опис
Станція є естакадною з двома береговими платформами. Її довжина — 80 метрів. Конструктивно повторює станцію «Мудрьона»: банеподібне склепіння тримається на двох низках опор, у верхній частині забетонована, у нижній частині між опорами залишені скляні перегородки. Але від «Мудрьоної» ця станція відрізняється тим, що під нею розташований вестибюль, технічні приміщення і СТП.
Станція географічно знаходиться між чотирма мікрорайонами: Східним-2, Східним-3, Гірницьким і Сонячним. Це остання станція, якою курсують вагони обох маршрутів метротраму. Це робить станцію найзавантаженішею на лінії. Щоб дізнатися, на яку станцію далі прямуватиме трамвай (на Майдан Праці чи Індустріальну), треба дивитися на позначки спереду та збоку трамвая, наступну зупинку у трамваї оголошують вже при закритті дверей.

## Галерея

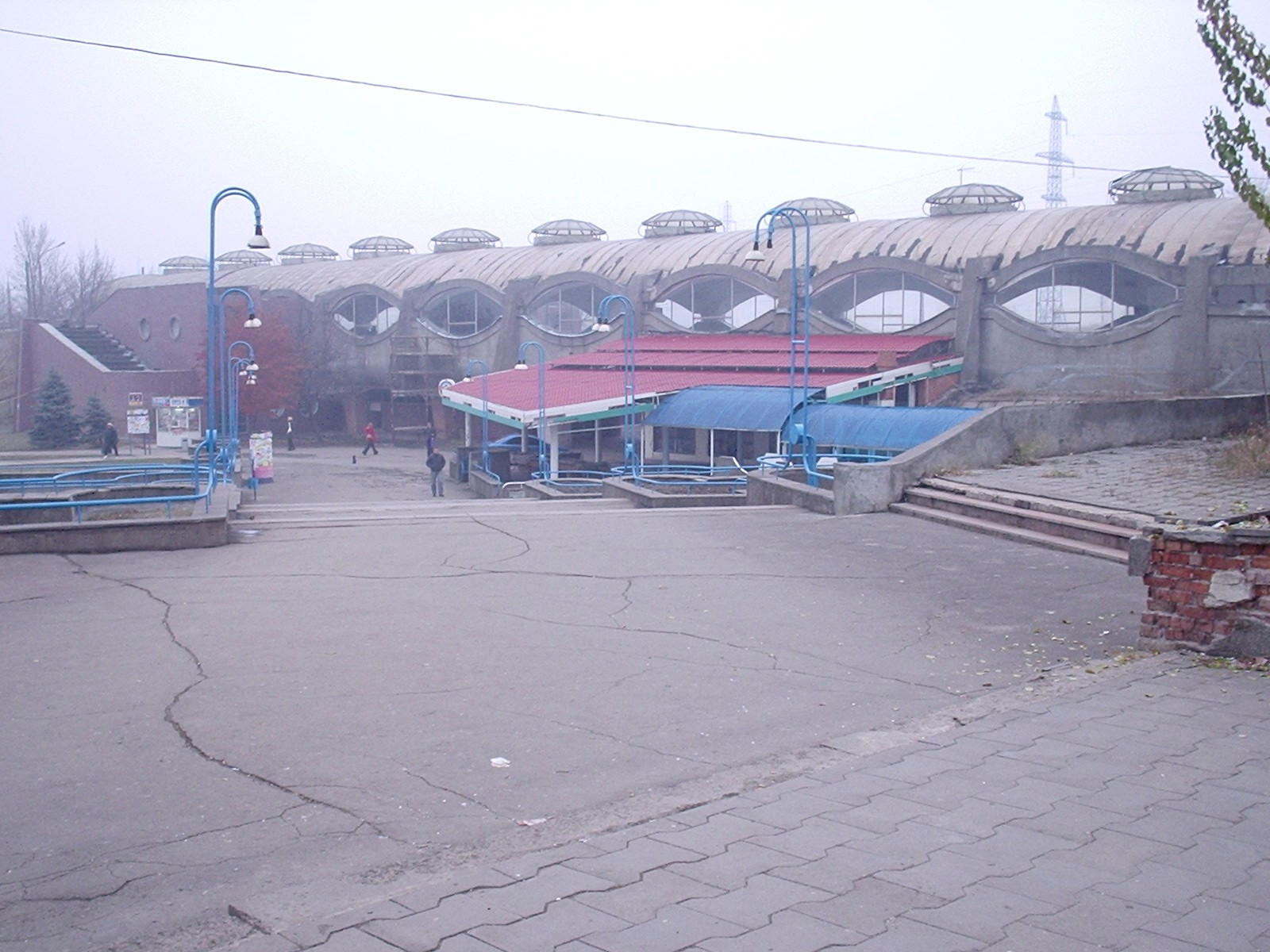
Вид на станцію з заходу
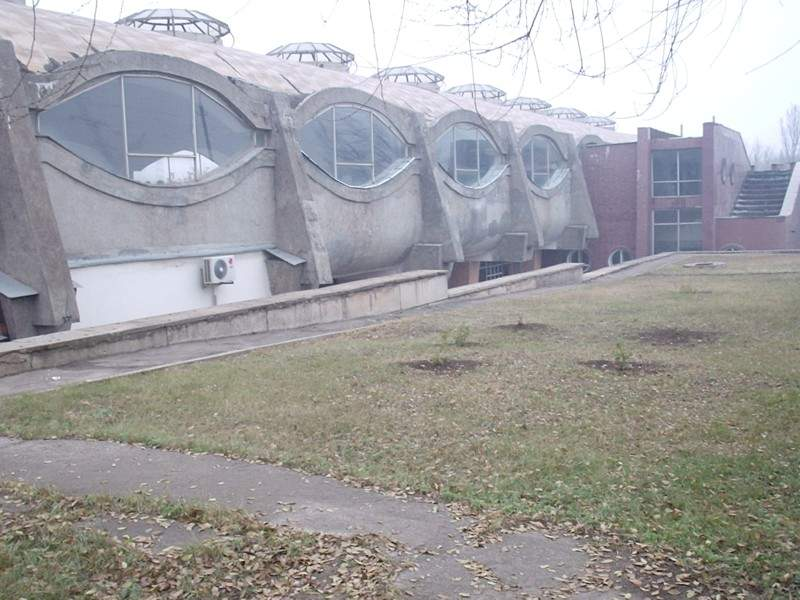
Вид на станцію зі сходу
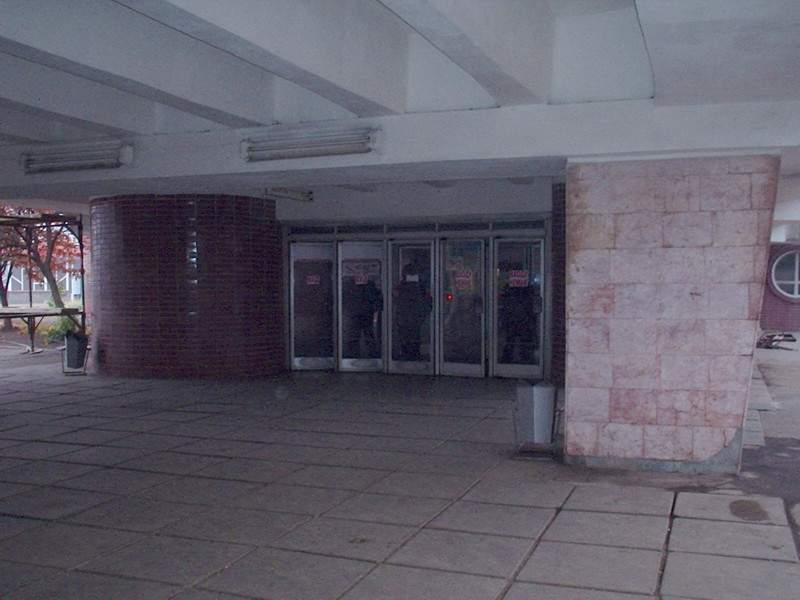
Вхід на станцію
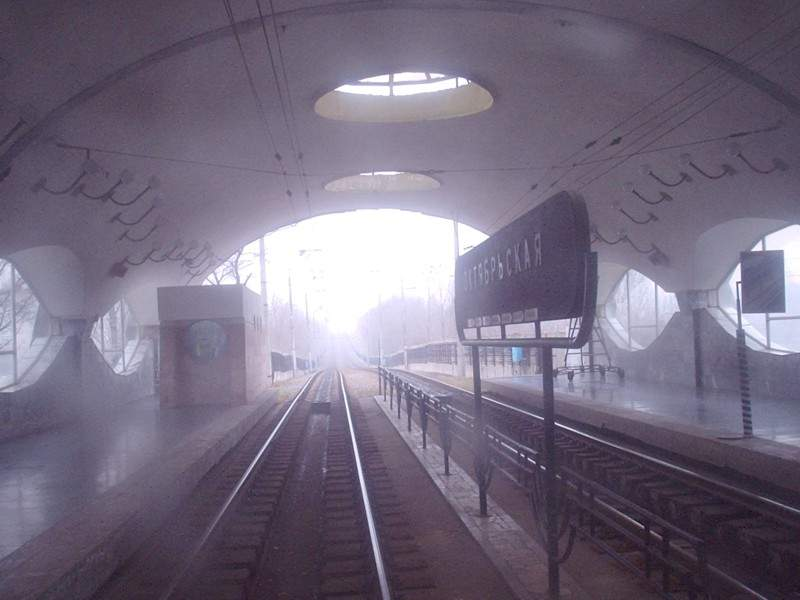
Платформи станції